# Piculus callopterus
El carpintero panameño o carpintero carirrayado (Piculus callopterus) es una especie de ave de la familia Picidae, endémico de Panamá.

## Hábitat
Vive en el nivel bajo y medio del bosque húmedo y en los bordes de éste, principalmente en colinas, entre los 300 y 900 m de altitud.

## Descripción
Mide aproximadamente 18 cm de longitud. Los machos son de color marrón anaranjado arriba, con una grupa amarillenta con rayas oliva, pecho y garganta de color oliva con manchas blancas y las partes inferiores color amarillo opaco. Su corona, nuca y frente son de color rojo brillante y, tiene una raya blanca en la mejilla inferior. Las hembras son similares a los machos, pero tienen corona y frente de color gris oscuro y solamente la nuca roja.

## Taxonomía
Anteriormente era considerado como subespecie de Piculus leucolaemus, pero por las diferencias en los patrones faciales y la voz y además , por el hecho de que no se cruzan nunca en las áreas en las cuales se superponen, son consideradas ahora como especies diferentes por la American Ornithologists' Union.